# Novaes' bladspeurder
Novaes' bladspeurder (Philydor novaesi) is een waarschijnlijk uitgestorven zangvogel uit de familie ovenvogels (Furnariidae).

## Vondst en naamgeving
Het holotype werd in 1979 in Murici verzameld. Op basis van het holotype beschreven Teixeira en Gonzaga in 1983 de typesoort Philydor novaesi. Zij noemden de soort Philydor novaesi ter ere van de Braziliaanse ornitholoog Fernando da Costa Novaes.

## Kenmerken
Novaes' bladspeurder is circa 18 centimeter lang en weegt 30 tot 38 gram. Het is een bruine vogel met donkergrijze ogen en een lange rode kastanjekleurige staart. De vogel is grotendeels roodbruin van boven en lichtbeige van onder. Verder heeft deze vogel een lange zwarte snavel.

## Verspreiding en leefgebied
Deze vogel is endemisch in Brazilië en komt enkel voor in de noordoostelijke staten Alagoas en Pernambuco. Het natuurlijke leefgebied is vochtig, subtropisch of tropisch hellingbos op een hoogte tussen de 400 en 550 meter boven zeeniveau in het bioom Atlantisch Woud.

## Voeding
De Novaes' bladspeurder voedt zich met geleedpotigen.

## Status
Novaes' bladspeurder had een erg klein verspreidingsgebied en ondanks intensieve zoektochten is deze vogel sinds 2011 niet meer waargenomen. Daarom wordt aangenomen dat deze soort is uitgestorven.